# ELEKTEL
ELEKTEL（エレキテル）は、ウエケンとpolymoogによる "LOUNGE+BOSSA NOVA+2STEP+HOUSE=MILLENNIUM MUSIC" を標榜する "ハイブリッド・ラウンジ" ユニット。

## 概要
2000年1月1日結成。英Sonic360、仏FGLレーベル、東芝EMI「スペースインベーダー大作戦」（スケッチ・ショウ、ケン・イシイ、テイ・トウワ、マイク・ヴァン・ダイクらが参加）など国内外の多数のコンピレーション・アルバムに参加し、国内ではこれまでに2枚のフル・アルバム（2002年、2005年）をリリース。2001年には2度の英国ツアーも敢行し、米国のラウンジDJ Ursula1000とも親交が深い。ELEKTEL名義、各メンバーのソロ名義などでテレビ・ラジオ番組のテーマ曲（TBS「筑紫哲也 NEWS23（スポーツコーナー）」、NHK「天才てれびくんMAX」EDテーマ、テレビ東京、J-WAVE、FM横浜、TOKYO FMなど）やCM、ゲーム、他アーティスト（サエキけんぞうプロデュース作品など）への楽曲提供、編曲・リミックスなども行っており、近年ではbeatmania IIDXシリーズに連続楽曲提供。2006年、坂本龍一、Shing02らによるプロジェクトSTOP ROKKASHOにサエキけんぞうとともにトラック提供で参加。メンバーのpolymoogは2008年より岡田徹、イマイケンタロウ（エイプリルズ）とともにガジェット楽器音楽ユニット「CTO LAB.」としても活動。

## メンバー
- Ueken: sampler and program
- polymoog: moog and program

## ディスコグラフィ

### オリジナル・アルバム
- Space Travel with Teddybear Sucre. SCPN3 2002年12月21日
- Bit Stream Lounge ASTRONOTE RECORDS /NEOPLEX（ネオプレックス） NPPX-85 2005年3月23日

### コンピレーション・アルバム
- FLAGSHIP PARTY VOL.2 -NO WAVE NEW VIBE- / V.A. FLAGSHIP RECORD FSR-002 2000年7月
- RePOP6.7 / V.A. PIONEER LDC PICZ-1002 2000年10月11日
- PLAYMATES MUSEUM / V.A. MISTON LABEL MIS-001 2001年5月
- FUTURE SOUND OF SPACE BAR / V.A. ASTRO NOTE RECORDS ANR-001 2001年5月2日
- FUTURETRON SAMPLER / V.A. POP ACADEMY RECORDS POPCD-001 2001年6月25日
- Future Sound of Sukiyaki Bar / V.A. Sonic360(UK) aa HACD002
- japan●touch / V.A. FGL@france NM020604
- DIGICCO DRIVEしよう / デジっ娘 TONY−0302 2003年3月1日
- VA 〜 仮想建築のためのサウンドトラック/V.A. Sucre. SCPN-006 2003年5月9日
- sucre sweet tracks / V.A. sucre. 2004年10月25日
- ASIAN SONGS / V.A. @france
- Camembert and sushi / V.A. FGL@france
- Beatwave Japan / V.A. Sonic360@UK
- スペースインベーダー大作戦 / V.A. 東芝EMI TOCT-25124 2003年7月30日
- beatmania IIDX
  - 12 HAPPY SKY ORIGINAL SOUNDTRACK ソニー・ミュージック 2005年10月19日
  - PS2版 11 RED 特別版 V-RARE SOUND TRACK14 コナミデジタルエンタテインメント 2006年5月18日
  - 13 DistorteD ORIGINAL SOUNDTRACK コナミデジタルエンタテインメント 2006年8月11日
  - 14 GOLD ORIGINAL SOUNDTRACK コナミデジタルエンタテインメント 2007年6月29日
- beatnation Records「cyber beatnation 1st conclusion」 コナミデジタルエンタテインメント LC1519 2006年12月14日
- ばけたんコンピ / V.A. TETERA RECORDS TTRR-1001 2007年6月9日
- pop'n music
  - PS2版14 FEVER! 特別版 V-RARE SOUND TRACK16 コナミデジタルエンタテインメント 2007年7月12日
  - 16 PARTY♪ORIGINAL SOUNDTRACK コナミデジタルエンタテインメント 2008年8月29日
  - 17 THE MOVIE ORIGINAL SOUNDTRACK コナミデジタルエンタテインメント 2009年7月24日
  - 18 せんごく列伝 AC CS ポップンミュージック&portable&うたっち コナミデジタルエンタテインメント 2010年7月21日
- やわらか戦車 -REWORKS-　ジェネオン 2007年9月21日
- CLO CLO MADE IN JAPAN コロムビア 2008年4月2日
- TarotWorld（Science et Divertissements 科学と気晴らし / ELEKTEL、tank1984 / ELEKTEL）DUSK Records 2010年7月7日

### mp3 download only
- The Man Who Wears Sunglasses / ELEKTEL mp3.com 2000年
- ROKKASHO (MAYBE THE LAST REMIX) / ELEKTEL featuring KENZO SAEKI / stop-rokkasho.org 2006年

### その他作品
- 日本映画レーベル「ガリンペイロ」テーマソング（作曲・編曲:mamiko & polymoog）
- LA CITTADELLA OPEN CM BGM 2002年（作曲・編曲:polymoog）
- CYBORG'80s"SWITED ON CYBORG" sweep records SRIN1005（リミックス:polymoog）
- アスキーラジ＠「サエキけんぞうのお宝音源御開帳MAX」エンディングテーマ（作曲・編曲: polymoog）
- JASRAC 6月のテーマソング（作曲・編曲:polymoog）
- キャトルセゾンの音楽／フレンチポップ・コンピレーションシリーズ（作曲・編曲:polymoog）
- ANANDA / ANANDA ERPCD-6970 2003年11月9日（作曲・編曲:polymoog）
- スシ頭の男 l'homme a la tete / サエキけんぞう Mad French MADF-1011（編曲:polymoog）
- WASEI NICHION Soundslibrary 和静 ～ Japan Old Times 日音サウンドライブラリーWSL-001（作曲・編曲:polymoog）
- 普通の恋／フロイドと夜桜／菊地成孔 feat. 岩澤瞳(a.k.a. Spank Happy) Viewsic CSCS-001 2004年1月28日（編曲:polymoog）
- リミックス着うた「うたパラ!COOLMIX!」タイトー 2004年9月16日（リミックス：polymoog）
- 恵比寿ガーデンプレイスブライダルカタログBGM（作曲・編曲:polymoog）
- LIFE / 櫛引彩香 "For Our Planet"（Produced by polymoog） aarRECORDS/ネオプレックス 2005/10/19
- HIT SONG MAKERS 〜栄光のJ-POP伝説〜 [DVDエディション] BGM制作（polymoog）制作:BSフジ/イースト2006年5月25日
- 日本工学院テレビCMサウンドロゴ／CI（音源制作:polymoog）
- 太鼓の達人シリーズBGM制作 ナムコ（楽曲制作:polymoog）
- スイス・モンブラン社オリジナル・ウォッチwebサイト楽曲提供（作曲・編曲:ELEKTEL）
- トラベルカルチャー誌『NEUTRAL』楽曲提供（作曲・編曲:ELEKTEL）
- 愛玩動物総合学院スカイグルーミングスクール・イメージソング「はばたけ夢」（編曲:polymoog）
- ムービーモードマガジン『SLasty』（作曲・編曲:ウエケン）
- Canary Tv +Cm -Swing Cafe Rambling Records 2008年4月10日（編曲:polymoog）
- 大人の科学マガジンwebサイトプロモーションムービーBGM 学研 （作曲・編曲:polymoog）
- 安心ジュニアケータイK001プリインストールゲーム「お仕事DREAMER!」au 2009年1月31日（作曲・編曲:polymoog）
- Ruby Cross Angels 1 / Ruby Cross Angels something/anything? record XNDM-10001 / 販売元:エイベックス2009年2月25日（作曲・編曲:polymoog）
- LOVE SYNTHESIZER! / DG-10 / VGCD-0172 5pb. ジェネオン 2009年9月18日（作曲・編曲:cto branch）
- 恋人たちよ/ marron（作詞:帆苅伸子／作曲:和泉一弥／編曲:polymoog／歌:marron）
- Carival / Cutie Pai（編曲:polymoog）※ライブ会場販売のみ
- Transcend / PhantomRym （作曲:polymoog・MitchieMitchell） 2010年6月2日
- Surprise! / 長谷川明子 （03．Stay Tuned!　作詞：Ueken作曲・編曲:polymoog） 5pb.  ジェネオン 2010年7月7日
- Okie-Dokie! / CTO LAB.（polymoogがメンバーとして参加）valb label 2010年7月28日

## 書籍・MOOK
- 大人の科学マガジン（学研）
  - Vol.4「鉱石・ゲルマニウムダイオード付ラジオキット」執筆：ウエケン  2004年4月21日
  - Vol.17「ふろくテルミンmini」執筆・インタビュアー：polymoog  2007年9月28日
  - 別冊「シンセサイザークロニクル」企画・編集・ふろく開発：polymoog 2008年7月30日
  - Vol.23「ポールセンの針金録音機」執筆・インタビュアー：polymoog 2009年3月31日
  - Vol.24「4ビットマイコン」執筆：polymoog 2009年6月30日
  - Vol.27「8ビットマイコン」執筆：polymoog 2010年5月14日
  - 別冊「iPad＋iPhoneで楽しむ楽器＋音楽制作アプリ150」企画・編集・記事執筆：polymoog 2010年8月11日
- Digital Performer5 for Macintosh徹底操作ガイド 著者：高橋信之　執筆協力：polymoog リットーミュージック 2007年3月28日
- ゲーム音楽の作り方 著者：polymoog リットーミュージック 2008年8月27日
- Pro Tools LE 8 Software for Macintosh徹底操作ガイド 著者：高橋信之　執筆協力：polymoog リットーミュージック 2009年3月27日
- KORG DS-10 PLUS Limited Edition 編集・執筆：polymoog AQインタラクティブ 2009年9月17日
- KORG DS-10PLUS 音作りパーフェクトガイド 編集・記事執筆：polymoog 学研  2009年12月11日

## ライブ等
- 2001年イギリスツアー 
  - 5/26 @The Asylum(London),5/27@Bartholomew Square, and Moshi Moshi(Brighton)
  - 9/6@Moshi Moshi(Brighton) ,9/7@Clerkenwell (east London) , 9/8@St. Ives Festival(Cornwall)
- 2007年早稲田大学オープン教育センター「感性への問いの現在」:polymoogによる講義

## テレビ
- NHK鹿児島放送局
  - 情報WAVEかごしま テーマ曲
  - ひるまえクルーズかごしま テーマ曲
- NHK教育 天才てれびくんMAX「僕はドライブ／Tiny Circus」（作曲・編曲:polymoog）
- TBS「筑紫哲也 NEWS23」スポーツコーナーテーマ曲

## ラジオ
- エフエム西東京 teknohauswt（木23:00～24:00）番組内コーナー"ELEKTEL's lounge"レギュラーMC：ウエケン
- エフエム東京 バーニャカウダ「ブリルビルズ」コーナーテーマ曲提供（2007年）
- J-WAVE "Yipes!" オリジナル楽曲提供（2001年）

## 外部サイト
- ELEKTEL Official site公式サイト
- polymoog's webpolymoog公式サイト
- NEOPLEX | Artist | ELEKTELneoplex公式ページ
- sucre. Artists ELEKTELsucre.公式ページ
- Artists featured on Beatwave - Japansonic360(UK) ELEKTEL profile
- ELEKTEL〜未来型電子ポップAll About テクノポップ アーティスト・インタヴュー2003年04月08日
- ELEKTEL〜ラウンジエレクトロAll About テクノポップ アーティスト・インタヴュー2005年04月04日